# مهندسی سوئیفت
مهندسی سوئیفت (انگلیسی: Swift Engineering) شرکت هوافضای آمریکایی است، که در سال ۱۹۸۳ تأسیس شد.